# Quarley Hill
Der Quarley Hill ist ein 172 Meter hoher Hügel nördlich von Grateley, zwischen Amesbury und Andover in Hampshire in England. Auf ihm befindet sich ein aus der Eisenzeit stammendes, in zwei Phasen erstelltes, ovales Hillfort.
Zunächst entstand eine, von einer Palisade umgebene Einhegung. Diese wurde später durch einen zwei Meter hohen Wall und einen vier Meter tiefen Graben, mit gestützter Böschung (counterscarp) ergänzt. Der Wall und einer der Zugänge, die sich an der Südwest- und Nordostseite befinden, blieben unvollendet. Die Entstehung dieses und dreier weiterer nahe gelegener Hillforts und ihre Beziehungen zueinander und zu den radialen, linearen Erdwällen in ihrer Umgebung wurden von Barry Cunliffe untersucht.

## Quelle
- LCA11A Quarley Hill auf testvalley.gov.uk (englisch)